# Soldado clon
Los Clone Troopers o Soldados Clones del Gran Ejército de la República son personajes ficticios de la franquicia Star Wars creada por George Lucas. Han aparecido en varios medios de Star Wars, incluidas las películas de acción en vivo Episodio II: El ataque de los clones (2002) y Episodio III: La venganza de los Sith (2005), la película animada Star Wars: The Clone Wars (2008) y su serie de televisión del mismo nombre (2008–2014; 2020), las series animadas Star Wars Rebels (2014–2018) y Star Wars: The Bad Batch (2021-), así como cómics, novelas y videojuegos del Universo expandido de Star Wars Legends.
Dentro de la mitología de la franquicia Star Wars, los soldados clon son soldados producidos artificialmente. Los soldados clon fueron creados en instalaciones de clonación especiales en el planeta Kamino a partir del ADN del cazarrecompensas Jango Fett para servir como militares de la República Galáctica durante las Guerras Clon, que toma su nombre de los soldados. Todos los clones están diseñados genéticamente para envejecer al doble de la velocidad de un humano normal para estar listos para el despliegue mucho más rápido y ser leales a la cadena de mando superior. Durante las Guerras Clon, sirvieron bajo el mando de la Orden Jedi y lucharon contra el ejército de droides de la Confederación de Sistemas Independientes, un movimiento organizado por numerosos planetas que buscaban separarse de la República. Al final de la guerra, Palpatine, el canciller supremo (gobernante) de la República y secretamente un Lord Sith que usó el conflicto para ganar poder político, emitió la Orden 66, que tildó a los Jedi de traidores y provocó que los soldados clon, bajo el influencia de un chip inhibidor implantado en sus cerebros, ejecutaran sin vacilar. Después de la formación del Imperio Galáctico, los soldados clon se volvieron cada vez menos comunes a medida que eran reemplazados lentamente por soldados de asalto. Una legión notable que permaneció compuesta en su totalidad por clones fue la Legión 501, que sirvió directamente bajo las órdenes de Darth Vader.
Durante el desarrollo de El Imperio Contraataca, Lucas inicialmente concibió un planeta de clones, razón por la cual las Guerras Clon se mencionaron por primera vez en la película original de Star Wars (1977). La armadura del soldado clon fue diseñada para sugerir una evolución hacia los soldados de asalto de la trilogía original, e incorporó características tanto de la armadura de los soldados de asalto como de Boba Fett, que se reveló en El ataque de los clones como un clon inalterado de Jango. Los soldados blindados en Attack of the Clones y Revenge of the Sith son imágenes generadas por computadora con la voz de Temuera Morrison, que interpretó a Jango. Los clones más jóvenes fueron interpretados por Bodie Taylor y Daniel Logan, quienes interpretaron al Boba más joven. Morrison y Taylor interpretaron a clones que no usaban cascos, quienes usaban trajes para aislar sus cabezas, y algunos soldados clon presentaban una combinación de las características de los actores. En la película The Clone Wars y en todas las series de televisión animadas, Dee Bradley Baker da voz a los soldados clon adultos y Logan da voz a los soldados clon niños.
Mientras que la trilogía de la precuela mostraba a los soldados clon como soldados sin personalidad, The Clone Wars presentó numerosos clones con rasgos distintivos, que rápidamente se convirtieron en los favoritos de los fanáticos. La serie de televisión en particular humanizó a los clones, explorando sus motivaciones y sentimientos sobre las Guerras Clon. Desde entonces, numerosas obras de Star Wars ambientadas durante la era de Clone Wars han presentado soldados clon como personajes principales. Los soldados clon se han convertido en íconos culturales y en un elemento ampliamente reconocido de la franquicia Star Wars.

## Concepto y creación

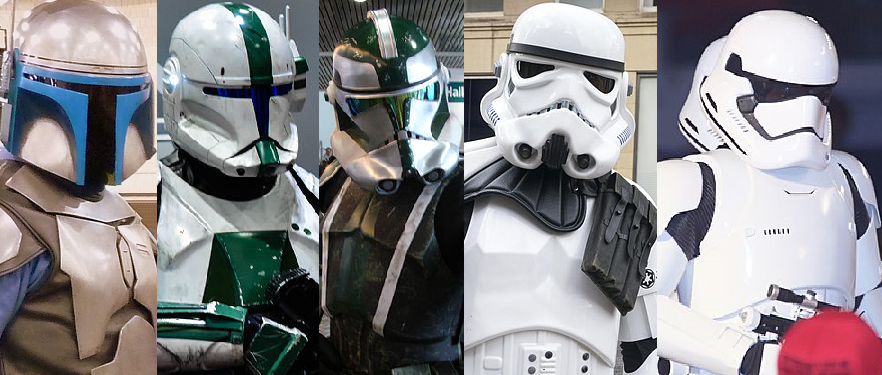
Evolución de la armadura de un soldado clon.

### Desarrollo y diseño
Al escribir The Empire Strikes Back, el primer borrador de la película de Leigh Brackett desarrolló inicialmente a Lando Calrissian como un clon de un planeta de clones involucrados en las Guerras Clon mencionadas en A New Hope y casi se extinguieron por la guerra,  pero este concepto no apareció en la película final. Más tarde, a George Lucas se le ocurrió el concepto alternativo de un ejército de tropas clon de choque de un planeta remoto utilizado por la República en la guerra que siguió. Lucas tenía la intención de que la trilogía de precuelas representara la evolución de las fuerzas de combate de la galaxia, y los soldados clon fueron el paso posterior a los droides de batalla defectuosos.
Los soldados clon fueron diseñados para sugerir fuertemente la evolución del ejército en el ejército de soldados de asalto del Imperio. El artista conceptual Jay Shuster dijo sobre el diseño de la armadura: "Sigue la fórmula de gran parte de la trilogía de precuelas. Toma algo preconcebido en la trilogía existente y degenéralo". El director de diseño Doug Chiang incorporó ambas características de Boba Fett y la armadura de los soldados de asalto en el diseño, reconociendo la "vaga afirmación en la tradición de Star Wars" de que la armadura de Fett estaba conectada con las de los soldados de asalto. Los modelos conceptuales iniciales implicaban que la armadura de primera generación era más gruesa y voluminosa que la armadura de soldado de asalto, y esta característica fue conservada por el departamento de arte de Revenge of the Sith. Lucas expresó su deseo de una armadura de soldado individualizada desde el comienzo del desarrollo artístico de Revenge of the Sith. Varias variaciones fueron dictadas en gran medida por las necesidades ambientales, pero otras fueron influenciadas por la serie animada Clone Wars de 2003 y los soldados de asalto del desierto de A New Hope.  Los diseños de los soldados clon "progresaron" más cerca de los diseños de los soldados de asalto, y la película incluyó diseños variantes similares a las armaduras de los soldados de las arenas, los soldados exploradores y los soldados de las nieves de la trilogía original. 
Los diseños de los soldados clon con ropa para la nieve y el clima frío, vistos en la primera temporada de The Clone Wars, están fuertemente inspirados en el concepto inicial y el vestuario de Ralph McQuarrie, Joe Johnston y John Mollo para The Empire Strikes Back.

### Representación
En Attack of the Clones y Revenge of the Sith, todos los soldados clon son imágenes generadas por computadora y tienen la voz de Temuera Morrison, quien interpretó a la plantilla clon Jango Fett. Los niños soldados clon fueron interpretados por Daniel Logan, quien también interpretó al hijo clon de Jango, Boba Fett, y los soldados clon de jóvenes fueron interpretados por Bodie Taylor, quien fue elegido por su parecido con un Morrison más joven. Taylor fue filmado varias veces y compuesto para completar tomas llenas de gente ambientadas en Tipoca City y, en algunos casos, como tomas distantes, fue completamente digital. 
El comandante Cody, visto con armadura sin su casco en La venganza de los Sith, fue interpretado por Morrison. Llevaba un traje azul y solo se usaron imágenes de su cabeza para Cody; sostenía un casco de soldado de asalto para aproximarse al casco de soldado clon digital que lleva Cody. Al igual que Morrison, Taylor también interpretó a clones con armadura y sin casco en Revenge of the Sith, vistiendo un traje azul que aislaba su cabeza. Algunos soldados clon eran completamente digitales y presentaban una combinación digital de los rasgos faciales de Morrison y Taylor. La armadura se animó a juego con los cuerpos de los actores. 
Los soldados clon tienen la voz de Dee Bradley Baker en la película animada de 2008 The Clone Wars y su serie de televisión animada relacionada del mismo nombre. Baker intentó dar a cada soldado clon una voz única, teniendo en cuenta la personalidad, la edad y la posición dentro de la unidad, a veces describiendo al clon con un solo adjetivo y centrándose en ese descriptor para el trabajo de voz. Cada clon se expresó individualmente, con todas las líneas del clon para el episodio grabadas en un momento antes de pasar a otro personaje, y el diálogo se editó en conjunto.
Logan expresó a los jóvenes soldados clon en las temporadas dos y tres de la serie de televisión de 2008. Baker repite su papel en las series animadas Rebels de 2014 y The Bad Batch de 2021.

## Apariciones

### Películas
En El ataque de los clones (2002), el maestro Jedi Obi-Wan Kenobi descubre el ejército de clones en Kamino. Los kaminoanos le dicen que el Maestro Jedi Sifo-Dyas ordenó el ejército en nombre de la República diez años antes; sin embargo, la aparente muerte de Sifo-Dyas poco antes de ese período lleva a la Orden Jedi a dudar de esto. Los soldados clon son clonados de Jango Fett, un cazarrecompensas contratado por un hombre llamado Tyranus, que luego se reveló como el Lord Sith Conde Dooku. La genética de los soldados clon se modifica para que envejezcan al doble de lo normal y sean más leales y más fáciles de comandar. El ejército clon está desplegado en Geonosis bajo el mando de los Jedi para rescatar a Obi-Wan, Anakin Skywalker y Padmé Amidala de la ejecución por parte de los separatistas. La batalla que sigue se convierte en la primera de las Guerras Clon. Aunque el ejército clon sale victorioso, Dooku y muchos otros líderes separatistas escapan, lo que significa que la guerra apenas ha comenzado. 
En La venganza de los Sith (2005), ambientada tres años después, el ejército clon continúa luchando en las Guerras Clon contra los ejércitos de droides de batalla separatistas. Sin embargo, justo cuando parece que la República ganará la guerra, el canciller Palpatine, en secreto el Lord Sith Darth Sidious, ordena al ejército clon que ejecute la Orden 66, volviéndolos contra los Jedi. Los soldados clon matan a sus comandantes Jedi, aunque algunos logran escapar, mientras la Legión 501, liderada por el recién bautizado Darth Vader, asalta el Templo Jedi, quemándolo y matando a los Jedi que se encuentran dentro, lo que efectivamente pone fin a la Orden Jedi. Tras el asesinato de los líderes separatistas restantes por parte de Vader, Palpatine transforma la República en el Imperio Galáctico y el ejército clon se convierte en la base del Ejército Imperial. 
Se hace referencia a los soldados clon en El despertar de la fuerza (2015) cuando Kylo Ren reprende al general Hux por la traición del soldado de asalto rebelde FN-2187 y sugiere que el Líder Supremo Snoke debería considerar un ejército clon.

### Animación

#### The Clone Wars
Los soldados clon aparecen en gran medida en la película animada de 2008 The Clone Wars, que generó una serie animada del mismo nombre que duró hasta 2014, con una última temporada lanzada en 2020. Se presentan muchos soldados clon con nombre y se les asignan personalidades individuales, sirviendo como foco de varios arcos narrativos. En la sexta temporada, se revela más sobre la naturaleza de la "Orden 66" cuando un soldado clon llamado Fives (Cincos, en español) descubre que él y sus hermanos tienen chips implantados en sus cerebros que los obligarían a matar Jedi cuando se pronuncie la "Orden 66". Al final, los Jedi no se dieron cuenta de esto ya que Cincos fue ejecutado por un clon de soldado de choque ordenado por Palpatine para ocultar la existencia de la orden de contingencia.

#### Rebels
La serie animada de 2014 Star Wars Rebels presenta a un grupo de ex soldados clon, incluido Rex de la serie anterior, a quienes se les quitaron los chips y, por lo tanto, no llevaron a cabo la Orden 66. Se presentan por primera vez en la segunda temporada, aproximadamente 16 años después de Revenge of the Sith. Estos clones ayudan a la tripulación del Fantasma en su lucha contra el Imperio y, finalmente, se unen a la Alianza Rebelde. Rebels estableció que en los años posteriores a las Guerras Clon, el Imperio reemplazó gradualmente a los clones envejecidos con soldados de asalto menos efectivos pero más numerosos. Los clones no fueron purgados, sino simplemente descartados con el tiempo, y sin redes familiares o sociales a las que recurrir, les resultó difícil integrarse a la vida civil.
En una sesión de preguntas y respuestas detrás de escena para el episodio 2.2, cuando se le preguntó qué pasó con los soldados clon después de que terminaron las Guerras Clon, el productor Pablo Hidalgo explicó: "Les sucedieron muchas cosas diferentes. Algunos de ellos tuvieron situaciones bastante tristes. En muchos sentidos Los Clone Troopers son una especie de 'generación perdida' de veteranos no apreciados que ayudaron a salvar la galaxia y luego fueron descartados". Continuó explicando que un pequeño puñado de soldados clon se mantuvieron en servicio como instructores en academias imperiales en toda la galaxia, entrenando a la próxima generación de soldados no clones como los nuevos soldados de asalto.

#### The Bad Batch
La serie animada de 2021 Star Wars: The Bad Batch se centra en la Fuerza Clon 99, apodado "The Bad Batch", un escuadrón de comandos clon con rasgos genéticos deliberadamente modificados que les otorgan habilidades levemente sobrehumanas. La primera temporada comienza durante la Orden 66 y sus consecuencias, cuando la República hace la transición al Imperio. Se explica que la mayoría del Bad Batch ignoró la Orden 66 porque las extensas alteraciones en sus estructuras de ADN impidieron que los chips inhibidores, que obligaron a los otros clones regulares a llevar a cabo la siniestra directiva, funcionaran correctamente. La única excepción es Crosshair, quien finalmente es reprogramado por el almirante Tarkin para hacerlo totalmente leal al nuevo Imperio y por lo tanto, enemigo del Bad Batch, que desertaron del Imperio Galáctico y comenzaron nuevas vidas como mercenarios. El Bad Batch también termina acogiendo a una joven clon femenina llamada Omega, que es, como ellos, una desviada genética y, por lo tanto, siente un parentesco con ellos. En la primera temporada, Tarkin explica directamente el cambio de soldados clon a soldados de asalto, citando que un ejército de no clones basado en el reclutamiento cuesta la mitad que los clones: si bien los reclutas no están tan bien entrenados, hay una gran oferta de ellos, y están destinados más a tareas de pacificación que a combates en tiempos de guerra. En la segunda temporada, un proyecto de ley de reclutamiento de defensa promulga la transición de soldados clon a soldados de asalto para siempre, y se muestra que gran parte del nuevo personal imperial siente aversión por los soldados clon.

### En otros medios
En la serie de televisión de acción real de 2022 Obi-Wan Kenobi, durante la primera temporada, Obi-Wan (interpretado por Ewan McGregor retomando su papel) camina por una ciudad en el planeta Daiyu, donde se encuentra con un ex soldado clon (nuevamente interpretado por Temuera Morrison), ahora un veterano sin hogar desaliñado que mendiga en las calles. Esto está en consonancia con la explicación de Pablo Hidalgo durante Star Wars Rebels sobre lo que sucedió con la mayoría de los soldados clon después de que terminaron las Guerras Clon. En el lanzamiento del libro de referencia visual Star Wars: Dawn of Rebellion, se reveló que el nombre del soldado es Nax.
En las novelas Los Señores de los Sith de Paul S. Kemp y Tarkin de James Luceno, varios soldados clon todavía están en servicio activo durante los primeros años del reinado del Imperio, como entre los soldados de asalto que servían a Darth Vader, e incluso entre la élite del Emperador. Guardia Imperial.
En el juego de Legends, Star Wars Battlefront II, los soldados clon fueron equipados con nuevas armaduras y armas después del final de las Guerras Clon, y se convirtieron en los Soldados de la Muerte Imperiales, los Soldados de Purga y los Guardias Reales de Élite del Imperio. Más tarde, se incorporaría al cuerpo de Stormtrooper una combinación de humanos natos y clones de diferentes plantillas de donantes.

## Historia
Fueron creados por los clonadores del planeta Kamino a partir de la muestra de sangre del cazarrecompensas Jango Fett. Fueron alterados genéticamente para ser más dóciles y obedecer cualquier orden sin cuestionarla, y se les aplicó una aceleración de crecimiento permitiéndoles alcanzar una edad adulta en la mitad de tiempo que lo haría un ser humano normal.
Los clones sirvieron como arma principal durante las batallas que surgieron por toda la galaxia, denominadas Guerras Clon. Entre las batallas importantes podemos encontrar: Geonosis, Muunilinst, Mon Calamari, Dantooine o Hypori.
Los clones, servían a la República, y en última instancia a su líder, el canciller supremo. Así, tras el descubrimiento de la verdad por parte de los Jedi y el intento de asesinato de éste, por parte de Mace Windu, el canciller dio la orden de acabar con todos los Jedi, ejecutando la Orden 66 a través de los chips inhibidores que se habían implantado en el cerebro de los clones en su etapa embrionaria, la cual dictaminaba que todos y cada uno de los Jedi eran ahora enemigos de la República.
Así comenzó la exterminación de los Jedi a través de la galaxia.
A lo largo de la Guerra de los Clones ciertos soldados clones se distinguieron por encima de los otros, y sus generales Jedi terminaron por colocarles nombres o apodos como aprecio en favor de la camaradería. Entre los más conocidos estaban:
- Comandante Cody (Batallón de Ataque 212 y Séptimo Cuerpo Celestial)[10]
- Comandante Gree (Comando Avanzado de Reconocimiento Alpha-17, 41.º Cuerpo de Elite y 9.º Cuerpo de Asalto)
- Comandante Bly (Legión 327)[11]
- Comandante Deviss (Legión 327)
- Comandante Neyo (Piloto de BARC Speeder y 91.º Cuerpo de Reconocimiento)
- Comandante Bacara (Marines Galácticos)
- Comandante Odd Ball (Piloto de ARC-170)
- Comandante Appo (Legión 501)
- Comandante Thire (Guardia de Coruscant)
- Comandante Bow (Legión 501)
- Capitán Rex (Legión 501) Primer Comandante en Jefe[12]
- Comandante Fox (Guardia de Coruscant) y como Teniente (Legión 501)[13]
- Comandante Vill (Legión 501)
- Comandante Jenks (Servicio de Inteligencia)
- Comandante Keller (Marines Galácticos)
- Comandante Faie (41.º Cuerpo de Elite)
- Comandante Gett
- Comandante 71"  (Batallón 416 "Estrellas")
- Comandante "Salvo" o "Munición" (32.ª Fuerza Aérea de Combate)
- Comandante Kevet
- Comandante Mayday
- Capitán Howzer
- comandante Jag (después degradado a capitán) (Piloto de ARC-170)
- comandante del Impavid* comandante cr57
- comandante crc-09/571
- comandante Fordo(arc-77)
- comandante de Tsui Choi
- Comandante Wolffe (Escuadrón Wolfpack)[14]
- Comandante Gregor (Brigada de Operaciones Especiales)[15]
- comandante Fil
- comandante Jet
- Fuerza Clon 99 / Bad Batch (Hunter, Wrecker, Echo y Crosshair)[16]

### Después de laGuerra de los Clones
Tras el conflicto armado, muchos de los soldados clones se retirarán del servicio debido a heridas de guerra o envejecimiento prematuro. Estos clones pasarán a formar grupos de mantenimiento.
El Imperio Galáctico mezcló a los clones supervivientes a las Guerras, y a las nuevas generaciones de clones, con nuevas tropas reclutadas, la gran mayoría humanos (con escasos casos de otras especies) formando así a los Soldados imperiales. Como el caso del comandante Appo (De la 501, El Puño de Vader) también hubo otros comandantes que siguieron combatiendo, o según Legends entrenando a los nuevos reclutas humanos como el Comandante Cody.

## Clasificación de Tropas

### Shock Trooper
Las tropas de choque son los miembros de la Guardia de Coruscant. Ellos mantienen el orden en Coruscant, patrullando los lugares públicos, edificios gubernamentales y plataformas de aterrizaje en el planeta. Coruscant es el centro político de la galaxia, requiriendo a los clones de choque para vigilar y restablecer rápidamente el orden cuando se vea amenazada la paz y la estabilidad.

## Recepción
Graeme McMillan de The Hollywood Reporter consideró que la decisión de crear un ejército de clones es un "ablandamiento de la propia mitología de Star Wars", aunque el artículo luego corrigió que no todos los soldados de la franquicia eran clones. Señalando que las películas nunca especifican que los soldados clon son reemplazados por soldados regulares en la trilogía original, creía que la idea de soldados creados únicamente para la guerra y que son poco más que máquinas "desinfecta la guerra del título de la franquicia". Elogió la decisión de El despertar de la fuerza de alejarse explícitamente de los soldados clon por aportar una "complejidad moral muy necesaria" al conflicto de la película. Los arcos argumentales y el desarrollo de personajes de varios personajes de soldados clon en las series animadas Star Wars: The Clone Wars, Star Wars: Rebels y Star Wars: The Bad Batch fueron recibidos con elogios tanto de los fanáticos como de los críticos, con muchos clones como el Capitán Rex se convierte en el personaje favorito de los fanáticos.